# Nipponotusukuru
Nipponotusukuru Saito & Ono, 2001 è un genere di ragni appartenente alla famiglia Linyphiidae.

## Etimologia
Il nome è composto dal prefisso Nippono- che ne indica la provenienza degli esemplari esclusiva del Giappone e da -Tusukuru Eskov, 1993, genere dei Linyphiidae con il quale ha diverse caratteristiche in comune.

## Distribuzione
Le due specie oggi attribuite a questo genere sono state rinvenute in Giappone: la N. ensanensis è un endemismo di Enzan-shi, località della prefettura di Yamanashi, mentre la N. spiniger è un endemismo del monte Zao-san, nella prefettura di Yamagata.

## Tassonomia
A dicembre 2011, si compone di due specie:
- Nipponotusukuru enzanensis Saito & Ono, 2001[4] — Giappone
- Nipponotusukuru spiniger Saito & Ono, 2001 — Giappone